# Citi Open 2018
Die Citi Open 2018 waren ein Tennisturnier der WTA Tour 2018 für Damen und ein Tennisturnier der ATP World Tour 2018 für Herren, welche zeitgleich vom 30. Juli bis 5. August 2018 in Washington, D.C. stattfanden.

## Herrenturnier
→ Qualifikation: Citi Open 2018/Herren/Qualifikation

## Damenturnier
→ Qualifikation: Citi Open 2018/Damen/Qualifikation